# إكيويهين بلاج
إكيويهين بلاج (بالفرنسية: Équihen-Plage)‏ هي بلدية تقع في إقليم باد كاليه من منطقة نور با دو كاليه في شمال فرنسا. تبلغ مساحة هذه المدينة 3.81 (كم²)، وترتفع عن سطح البحر 55 م، يبلغ عدد سكانها 2934 نسمة حسب إحصاء المعهد الوطني للإحصاء والدراسات الاقتصادية سنة 2009 م. وترأس Christia Fourcroy البلدية خلال فترة (2008-2014).